# Teatre Espanya

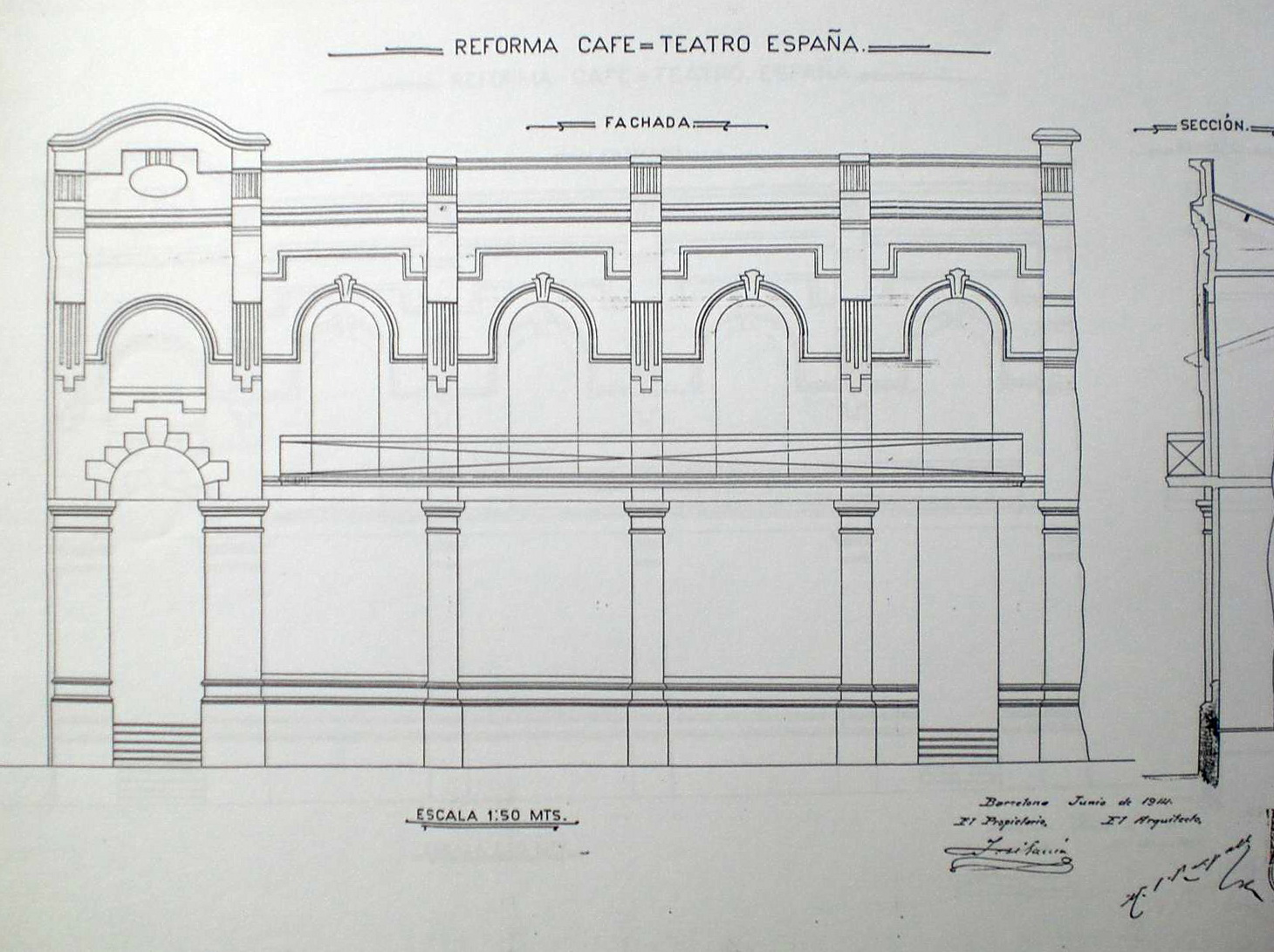
Plànol d'alçat de Raspall

El Teatre Espanya va ser un teatre situat a la plaça d'Espanya de Barcelona i l'Avinguda del Paral·lel, al costat de la plaça de toros de les Arenes, obra de l'arquitecte Joaquim Raspall.

## L'edifici
Sobre les runes de l'antic "Palacio de Las Arenas" es projectà aquest nou edifici tot respectant el perimetre del teatre anterior que va mantenir activitat des del 1900 fins a l'incendi que el va destruir el 1908. El 1909 doncs, ja torna a haver-hi activitat teatral i el 1924, remodelat, va acollir campionats de boxa.
L'espai, que també va fer-se servir com a sala de ball, va alternar molt l'activitat teatral amb la cinematogràfica del 1911 al 1916 fins al punt de ser conegut més com a Gran Cinematógrafo España.
L'edifici va desaparèixer el 1928, quan en aquest espai es va projecar construir un dels hotels per a l'Exposició Universal de 1929.

## Enllaços externas
- Pàgina web en catalán sobre l'edifici
- Blog sobre boxeo als anys 30 on precisa un combat al Teatro España el 19 de novembre de 1926